# 穂高クリーンセンター
穂高クリーンセンター（ほたかクリーンセンター）は、長野県安曇野市にある清掃工場。

## 概要
安曇野市と北安曇郡池田町、松川村、東筑摩郡生坂村、筑北村、麻績村の1市5町村で構成される一部事務組合の穂高広域施設組合（1992年2月1日発足）によって運営されている。管理者は安曇野市長。
ストーカ式焼却炉により可燃ごみ焼却処理を行い、隣接する余熱処理施設「あづみ野ランド」への熱供給を行っている。

## 処理能力
- 可燃ごみ焼却処理（120トン/日）
- 不燃物処理（3トン/日）
- し尿処理（185キロリットル/日、別棟）